# توماس هولكومب
توماس هولكومب (بالإنجليزية: Thomas Holcomb)‏ هو ضابط أمريكي، ولد في 5 أغسطس 1879 في نيو كاسل في الولايات المتحدة، وتوفي بنفس المكان في 24 مايو 1965.